# Ernst Johann von Taube
Ernst Johann Baron von Taube (* 3. September 1740; † 4. Mai 1794 in Mitau, Kurland) war Fürstlich Kurländischer Kanzler und Oberrat sowie Landhofmeister im Herzogtum Kurland und Semgallen. Er stammte aus der angesehenen deutsch-schwedisch baltischen Adelsfamilie der „von Taube“.

## Werdegang
Ernst Johann von Taube studierte ab 1759 in auf der Albertus-Universität Königsberg und danach auf der Friedrichs-Universität Halle. Er war Gutsbesitzer von Herbergen (heute Ērberģe) und Laiden (Laidi) in Kurland. Aus der polnischen Armee trat er im Dienstgrad eines Kapitäns aus dem Militärdienst aus. Von 1773 bis 1776 vertrat er Piltene als Landrat und wurde von 1773 bis 1777 zum piltenischen Kastenherr berufen. Er war von 1776 bis 1788 Kurländischer Kanzler und Oberrat, danach wurde er von 1788 bis 1794 zum Landhofmeister. Er war der politische Gegenspieler von Otto Christopher von der Howen (1699–1755), der eine engere Anlehnung an das russische Kaiserreich befürwortete.

## Familie
Seine Eltern waren Christoph Alexander von Taube und Elisabeth Agnesa, geb. Nolde. Er heiratete 1771 Louise Emerentia Charlotte von Pfeilitzer gen. Franck (1750–1800). Ihre Kinder waren:
- Ernestine Julie von Taube (1782–1851), verheiratet mit Dietrich Georg von Kleist (1788–1850) und
- Elisabeth Benigna Louise von Taube († 1856), verheiratet mit dem Kreisrichter Christoph Carl Magnus von Fircks (1722–1855)